# Stockholmsmetoden
Stockholmsmetoden är den inofficiella benämningen för den ljusväxlingen av trafiksignaler som utvecklades i början av 1930-talet i Stockholm. I Stockholm gällde denna typ av signalväxling från och med år 1932. År 1937 blev det norm för hela landet och kallades då Svenska signalväxlingssystemet. År 1999 ersattes Stockholmsmetoden av den så kallade engelska signalväxlingen som innebär att istället för gult/grönt visas enbart gult i mellanfasen.

## Bakgrund
De första trafiksignalerna hade bara två huvudfärger och kretsloppet i signalväxlingen var indelat i endast två faser (rött och grönt). Snart visade det sig att det skulle behövas ett mellanting mellan rött och grönt, eftersom fordon under färd mot grönt ljus utan förberedelse knappt hann att stanna när ljuset plötsligt slog om till rött. Nästa steg i utvecklingen var att indela kretsloppet i fyra faser, med ensamt gult mellan rött och grönt. Idén kom från Berlin, men fungerade inte heller särskilt bra.

## Stockholmsmetoden
I England hade man experimenterat med ett system där gult visades samtidigt med rött i mellanfasen. Det vidareutvecklades 1932 i Stockholm till det som skulle kallas ”stockholmsmetoden” och innebar att man visade rött/gult respektive grönt/gult i mellanfaserna. Den första anläggningen med fyrskensväxling installerades 1932 i korsningen Kungsgatan/Vasagatan. År 1937 blev det norm för hela landet och kallades ”svenska signalväxlingssystemet”.
Till en början bestämdes signalväxlingens tider från grönt till rött och tillbaka från rött till grönt sken (via grönt/gult respektive rött/gult) till 3 sekunder vardera. I mitten på 1950-talet förlängdes den grön/gula fasen till 4 sekunder på vägar med tillåten hastighet på högst 50 km/h och till 5 sekunder på vägar med tillåten hastighet på högst 70 km/h. Samtidigt minskade man den gul/röda tiden med 1,5 sekunder. 

## Europaanpassning
Det svenska systemet avlöstes först den 1 juli 1980 av den så kallade ”engelska signalväxlingen” som innebär att istället för gult/grönt visas enbart gult. Mellanfasen rött/gult kvarstod oförändrad. Systemet föreskrevs i en ny europaanpassad vägmärkesförordning 1979 och var fullt genomfört i Sverige 1999.[källa behövs]